# 百草坡镇
百草坡镇，原为热柯觉乡，是中华人民共和国四川省凉山彝族自治州金阳县下辖的一个乡镇级行政单位。2021年1月12日，撤销热柯觉乡、高峰乡、尔觉西乡和谷德乡，设立百草坡镇。以原热柯觉乡、原高峰乡、原谷德乡库依村、原依莫合乡堵日洛村和原尔觉西乡依伍村2组、4组、5组及原丝窝乡丝窝村、洛古村所属行政区域为百草坡镇的行政区域。

## 行政区划
百草坡镇下辖以下地区：
热柯觉村、东风村、永丰村、友地村和丙乙底村。